# امامزاده سلطان محمدرضا
امامزاده سلطان محمدرضا مربوط به سدهٔ ۷ و ۸ ه.ق است و در شهرستان فیروز کوه، بخش ارجمند، روستای زرمان واقع شده و این اثر در تاریخ ۷ مهر ۱۳۸۱ با شمارهٔ ثبت ۶۳۴۵ به‌عنوان یکی از آثار ملی ایران به ثبت رسیده است.